# アメリカ合衆国の地方行政区画
アメリカ合衆国の50の州 (state) は連邦政府とは主権を共有しながらも独立した準国家統治体である。州は連邦政府の設置によるものではなく自立的に作られた統治体で、その自律性は非常に高い。そのため、アメリカ合衆国の州を地方行政区画、あるいは地方自治体に準じた見方をするのは誤りである（詳しくは「アメリカ合衆国の州」を参照）。個別の州毎に憲法を持ち、州内の自治体設立も州の権限でおこなっている。
各州の地方行政体系・自治構成単位の構成・構造はかならずしも同一ではないが、基本的に州憲法で地域を分割した行政単位として郡（county、ルイジアナ州では parish、アラスカ州では borough）が設置されている。郡は日本の都道府県庁に似た機能をもつ実体的な地方行政組織である。デラウェア州が3郡、テキサス州が254郡を有するといった幅があるが50州で計3,100ほどの郡がある。郡の行政機関は郡政府と日本語訳される。
各州には郡とは別の地方行政区画として各種の自治体があり、これらは日本における市町村レベルの機能とほぼ同等で、合衆国全体で計84,400ほどある。しかし、アメリカ合衆国の自治体は州によって区画されて成立したものでなく、住民によって設立され州憲法に定める手続きによって承認され法人格を得るものであり、自治体が設置されていない地域（#非法人地域並びに#未組織地域）が国土面積の大半を占めている。

## 一般目的地方政府

### 郡政府
郡政府（英: County Government）は、48州における郡 (county) のほか、アラスカ州の borough、ルイジアナ州の parish も含む、郡政府組織である。3,100ほどある。詳しくは「郡 (アメリカ合衆国)」を参照。

### 準郡一般目的政府
準郡一般目的政府（英: Subcounty General Purpose Local Government）は、35,000ほどある。以下の2つに大別できる。

#### 通常自治体
通常自治体（英: Municipal Government）は、州法の下で自治体として設立される法人 (corporation)で、20,000ほどある。日本の市町村に近い形態で、市 (city)、区 (borough)、町 (town)、村 (village)、ハムレット (hamlet) に分類されることが多い。カリフォルニア州のように自治体が設立された地域を市 (city) といい、それ以外は自治体が設立されていない地域の名称である場合もある。
郡と市の地理的関係を集合の記号で表現すると、通常は郡内に市を包含する「郡⊇市」となるが、市が発展し郡と市が同一の地域を占める「郡=市」となったり、極端な例では複数の郡を市が包含する「郡⊆市」となったニューヨーク市などもある。
日本のように、市になれば郡に属さないのは例外で、郡から独立し、どの郡にも属していないのは、43ある独立市 (independent city) だけである。

#### タウン/タウンシップ
タウン（英: Town Government）やタウンシップ（英: Township Government）は、15,000ほどある。これらは通常自治体と重なり合って存在する場合もある。
コネチカット州、メイン州、マサチューセッツ州、ニューハンプシャー州、ロードアイランド州、バーモント州、ニューヨーク州、ウィスコンシン州の各州ではタウン、そのほかの州ではタウンシップと呼ばれることが多い。また、メイン州では Plantation、ニューハンプシャー州では Location Government と呼ばれることもある。
詳しくは「郡区 (アメリカ合衆国)」を参照。

#### インディアン居留地
インディアン居留地（英: Indian Reservation）については、インディアン居留地を参照。

## 特別目的地方政府
特別目的地方政府（英: Special Purpose Local Government）は、1万数千ある学区政府のほか、30,000あまりの特別区政府がある。非常に限られた行政サービスを行う、また、これらは通常自治体と重なり合って存在する場合もある。特定の行政サービスを行う点で日本の一部事務組合に似ているが、自治体を構成員とするのではなく直接住民を構成員とする点で一部事務組合とは異なる、日本では馴染みのない形態。
特別区は一番多い学校をはじめ、水道、ガス、警察、消防など、一部の行政サービスを行うために存在し、他自治体の下部機関のようであったり、単なる民間団体のようであったり、自治体と区別のつきにくい形態でもある。
これらを足がかりに、通常自治体が結成されることもある。

## 非法人地域
非法人地域（英: Unincorporated Area）は、自治体 (municipal corporation) が設立 (incorporated) されていない地域である。地方自治体は住民の決議があって初めて法人 (corporation)として設立されるため、自治体のない地域がある。また一度自治体が結成されても、破産や住民投票による解散、あるいは人口減で自然消滅することがあり、そのような場合は再び非法人地域となる。詳しくは「非法人地域」を参照。
なお、アメリカ合衆国の海外領土における未編入領域は英語ではよく似た、"unincorporated territory" であるが意味が異なる。

## 未組織地域
アメリカ合衆国国勢調査局の定義による、未組織地域（英: Unorganized Territory）は、一部の州（アーカンソー州、インディアナ州、アイオワ州、ルイジアナ州、メイン州、ミネソタ州、ノースカロライナ州、ノースダコタ州、オハイオ州、およびサウスダコタ州）の郡内で法律に定められた小行政区画 (minor civil division; MCD) にも独立した自治体にも含まれない、10ヶ所の小行政区画 (MCD) に存在する。アメリカ合衆国国勢調査局はこのような領土の部分を、1つ以上の統計目的の郡の下位区分と見なし、未組織地域には「未組織地域」("unorganized territory") を後ろに付けた記述名が割り当てられる。
なお、アメリカ合衆国の海外領土における非自治的領域も英語では同じ、"unorganized territory" であるが意味が異なる。

## 州に属さない地方行政区画
州に属さない直轄地・直轄領・自治領・自由連合州が存在する。下記はそのうち、住民が居住しているもののリストである。
直轄地
- コロンビア特別区

海外領土
- アメリカ領サモア
- グアム
- 北マリアナ諸島
- プエルトリコ
- アメリカ領ヴァージン諸島
- 合衆国領有小離島